# スタミュのディスコグラフィ
『スタミュのディスコグラフィ』（スタミュのディスコグラフィ）では、テレビアニメ『スタミュ』シリーズの関連CDについて記述する。発売元はいずれもNBCユニバーサル・エンターテイメントジャパン。

## ミュージカルソング
アニメ本編内で毎話挟まれるミュージカルシーンで使用される楽曲で、そのほとんどはキャラクターがその場で実際に歌っている設定。作詞はくまのきよみ、六ツ見純代が中心となって担当している。収録楽曲およびディスクジャケットはアニメ放送後に発表され、放送終了後の毎週水曜日に1枚ずつ12週連続で発売された。また、第2期放送期間中にはCD発売の前日に全国のアニメイト店頭にて12週連続でスペシャルコメント映像も上映された。
太字は劇中歌として使用されたものを示す。

### ☆SHOW TIME☆

#### ☆SHOW TIME 1☆星谷悠太＆那雪 透
2015年10月7日に発売された星谷悠太（花江夏樹）、那雪透（小野賢章）が歌うミュージカルソング。収録楽曲の「星のストライド」は第1幕で、「MY FRIEND～僕でよければ～」は第2幕にてそれぞれ劇中歌として使用された。ディスクジャケットは星谷と那雪の描き下ろし。
収録曲
1. 星のストライド
作詞：六ツ見純代、作曲：近藤圭一、編曲：前口渉
歌：星谷悠太（花江夏樹）
2. MY FRIEND～僕でよければ～
作詞：六ツ見純代、作曲：森本貴大、編曲：佐々木裕
歌：那雪透（小野賢章）
3. 星のストライド＜INST＞
4. MY FRIEND～僕でよければ～＜INST＞

#### ☆SHOW TIME 2☆華桜会＆鳳 樹
2015年10月14日に発売された、華桜会、鳳樹（諏訪部順一）が歌うミュージカルソング。ディスクジャケットは華桜会メンバーの描き下ろし。収録楽曲の「我ら、綾薙学園華桜会」は第1幕、「俺こそミュージック」は第2幕の劇中歌として使用された。
収録曲
1. 我ら、綾薙学園華桜会
作詞：くまのきよみ、作曲：田村信二、編曲：大久保薫
歌：華桜会[ユニット 1]
2. 俺こそミュージック
作詞：くまのきよみ、作曲・編曲：大川茂伸
歌：鳳樹（諏訪部順一）
3. 我ら、綾薙学園華桜会＜INST＞
4. 俺こそミュージック＜INST＞

#### ☆SHOW TIME 3☆天花寺翔＆月皇海斗
2015年10月21日に発売された天花寺翔（細谷佳正）と月皇海斗（ランズベリー・アーサー）が歌うミュージカルソング。ディスクジャケットは天花寺、月皇の描き下ろし。収録楽曲の「天下の花」は第3幕にて、「Limited sky」は第4幕にてそれぞれ使用された。
収録曲
1. 天下の花
作詞：六ツ見純代・作曲：加藤貴大・編曲：増田武史
歌：天花寺翔（細谷佳正）
2. Limited sky
作詞・作曲・編曲：40mP
歌：月皇海斗（ランズベリー・アーサー）
3. 天下の花＜INST＞
4. Limited sky＜INST＞

#### ☆SHOW TIME 4☆空閑 愁＆虎石和泉
2015年10月28日に発売された空閑愁（前野智昭）と虎石和泉（KENN）が歌うミュージカルソング。ディスクジャケットは空閑、虎石の描き下ろし。収録楽曲の「RADIANT MIND」は第4幕にて使用された。
収録曲
1. RADIANT MIND
作詞：六ツ見純代、作曲：hisakuni、編曲：増田武史
歌：空閑 愁（前野智昭）
2. Honey!Honey!Trap!
作詞：くまのきよみ、作曲：飯塚晃一、編曲：渡部チェル
歌：虎石和泉（KENN）
3. RADIANT MIND＜INST＞
4. Honey!Honey!Trap!＜INST＞

#### ☆SHOW TIME 5☆team鳳＆team柊
2015年11月4日に発売されたteam鳳、team柊が歌うミュージカルソング。ディスクジャケットはteam鳳の描き下ろし。収録楽曲の「五重奏 ～クインテット～」は第5幕のスペシャルエンディングテーマとして使用された。「Caribbean Groove」は第12幕にて曲の頭部分しか使用されなかったが、2016年9月21日に発売されたOVA第2巻収録の第14幕のミュージカルシーンにて新作映像と共に使用された。
収録曲
1. 五重奏 ～クインテット～
作詞：くまのきよみ、作曲・編曲：大隅知宇
歌：team鳳[ユニット 2]
2. Caribbean Groove
作詞：くまのきよみ、作曲・編曲：大川茂伸
歌：team柊[ユニット 3]
3. 五重奏 ～クインテット～＜INST＞
4. Caribbean Groove＜INST＞

#### ☆SHOW TIME 6☆team鳳＆team柊
2015年11月11日に発売されたteam鳳、team柊が歌うミュージカルソング。ディスクジャケットは星谷悠太（花江夏樹）、那雪透（小野賢章）、辰己琉唯（岡本信彦）、申渡栄吾（内田雄馬）の描き下ろし。収録楽曲の「アヤナギ・ショウ・タイム」は新人お披露目公演の課題曲として第5幕、第6幕にて使用され、作中ではteam柊のみならずミュージカル学科入科オーディションを受ける全チームが歌唱していることになっている。第6幕にて使用された「アヤナギ・ショウ・タイム～鳳アレンジVer.～」は「アヤナギ・ショウ・タイム」のアレンジバージョンである。
収録曲
1. アヤナギ・ショウ・タイム
作詞：くまのきよみ、作曲・編曲：大久保 薫
歌：team柊[ユニット 3]
2. アヤナギ・ショウ・タイム～鳳アレンジVer.～
作詞：くまのきよみ、作曲・編曲：大久保 薫
歌：team鳳[ユニット 2]
3. アヤナギ・ショウ・タイム＜INST＞
4. アヤナギ・ショウ・タイム～鳳アレンジVer.～＜INST＞

#### ☆SHOW TIME 7☆team柊＆辰己琉唯×申渡栄吾
2015年11月18日に発売されたteam柊、辰己琉唯（岡本信彦）、申渡栄吾（内田雄馬）が歌うミュージカルソング。ディスクジャケットはteam柊の描き下ろし。収録楽曲の「スター・オブ・スター！」は第7幕にて使用された。
収録曲
1. スター・オブ・スター！
作詞：くまのきよみ、作曲：川浦正大、編曲：大久保薫
歌：team柊[ユニット 3]
2. The Elegance
作詞：くまのきよみ、作曲・編曲：中山聡
歌：辰己琉唯（岡本信彦）、申渡栄吾（内田雄馬）
3. スター・オブ・スター！＜INST＞
4. Caribbean Groove＜INST＞

#### ☆SHOW TIME 8☆team鳳＆戌峰誠士郎×卯川 晶
2015年11月25日に発売されたteam鳳、戌峰誠士郎（興津和幸）、卯川晶（松岡禎丞）が歌うミュージカルソング。ディスクジャケットはteam鳳の描き下ろし。収録楽曲の「Ready→Steady→Dream！」は第8幕にて使用された。
収録曲
1. Ready→Steady→Dream！
作詞：くまのきよみ、作曲：小野貴光、編曲：中山聡
歌：team鳳[ユニット 2]
2. キラメキラキラ☆
作詞：くまのきよみ、作曲：Kakky、編曲：山田高弘
歌：戌峰誠士郎（興津和幸）、卯川晶（松岡禎丞）
3. Ready→Steady→Dream！＜INST＞
4. キラメキラキラ☆＜INST＞

#### ☆SHOW TIME 9☆鳳 樹×柊 翼＆柊 翼
2015年12月2日に発売された鳳 樹（諏訪部順一）、柊 翼（平川大輔）が歌うミュージカルソング。ディスクジャケットは鳳と柊の描き下ろし。収録楽曲の「Stand by Dreams」は第9幕にて使用された。
収録曲
1. Stand by Dreams
作詞：くまのきよみ、作曲・編曲：川﨑海
歌：鳳 樹（諏訪部順一）、柊 翼（平川大輔）
2. uncontrol
作詞：くまのきよみ、作曲・編曲：大久保 薫
歌：柊 翼（平川大輔）
3. Stand by Dreams＜INST＞
4. uncontrol＜INST＞

#### ☆SHOW TIME 10☆team鳳＆華桜会
2015年12月9日に発売されたteam鳳、華桜会が歌うミュージカルソング。ディスクジャケットは月皇海斗（ランズベリー・アーサー）、天花寺翔（細谷佳正）、空閑 愁（前野智昭）の描き下ろし。収録楽曲の「星屑ムーブメント」は第10幕にて使用された。また、「SING A SONG！MUSICAL！」は作中では使用されなかったが、2016年9月21日に発売されたOVA第2巻の特典映像として新作映像と共に収録されている。
収録曲
1. 星屑ムーブメント
作詞：くまのきよみ、作曲・編曲：中山聡
歌：team鳳[ユニット 2]
2. SING A SONG！MUSICAL！ 
作詞：くまのきよみ、作曲：木村有希、編曲：馬場一嘉
歌：華桜会[ユニット 1]
3. 星屑ムーブメント＜INST＞
4. SING A SONG！MUSICAL！＜INST＞

#### ☆SHOW TIME 11☆月皇遥斗＆遥斗×海斗
2015年12月16日に発売された月皇遥斗（子安武人）、月皇海斗（ランズベリー・アーサー）が歌うミュージカルソング。ディスクジャケットは遥斗と海斗の描き下ろし。収録楽曲の「Everlasting Moon」は第11幕にて使用された。
収録曲
1. Everlasting Moon
作詞：くまのきよみ、作曲・編曲：大久保 薫
歌：月皇遥斗（子安武人）
2. Moonlight(s)：Episode
作詞：くまのきよみ、作曲：小野貴光、編曲：馬場一嘉
歌：月皇遥斗（子安武人）、月皇海斗（ランズベリー・アーサー）
3. Everlasting Moon＜INST＞
4. Moonlight(s)：Episode＜INST＞

#### ☆SHOW TIME 12☆team鳳
2015年12月23日に発売されたteam鳳が歌うミュージカルソングおよびエンディングテーマ。ディスクジャケットはteam鳳の描き下ろし。収録楽曲の「星瞬COUNTDOWN」は第1 - 4幕、第6 - 11幕のエンディングテーマとして、第12幕では劇中歌として使用された。また、CDにはteam鳳メンバーそれぞれのソロバージョンも収録されている。
収録曲
1. 星瞬COUNTDOWN
作詞：くまのきよみ、作曲・編曲：井内舞子
歌：team鳳[ユニット 2]
2. 星瞬COUNTDOWN～星谷ソロVer.～
歌：星谷悠太（花江夏樹）
3. 星瞬COUNTDOWN～那雪ソロVer.～
歌：那雪 透（小野賢章）
4. 星瞬COUNTDOWN～月皇ソロVer.～
歌：月皇海斗（ランズベリー・アーサー）
5. 星瞬COUNTDOWN～天花寺ソロVer.～
歌：天花寺 翔（細谷佳正）
6. 星瞬COUNTDOWN～空閑ソロVer.～
歌：空閑 愁（前野智昭）

### ☆2nd SHOW TIME☆

#### ☆2nd SHOW TIME 1☆ 揚羽＆揚羽×蜂矢
2017年4月5日に発売された揚羽陸（島﨑信長）、蜂矢聡（高梨謙吾）が歌うミュージカルソング。ディスクジャケットは揚羽と蜂矢の描き下ろし。収録楽曲の「MOON Holic」は第2期第1幕にて使用された。
収録曲
1. MOON Holic
作詞：くまのきよみ、作曲：設楽哲也、編曲：R・O・N
歌：揚羽 陸（島﨑信長）
2. Nervous−aid
作詞：くまのきよみ、作曲・編曲：Kohei by SIMONSAYZ
歌：揚羽 陸（島﨑信長）、蜂矢 聡（高梨謙吾）
3. MOON Holic＜INST＞
4. Nervous−aid＜INST＞

#### ☆2nd SHOW TIME 2☆ アンシエント＆team柊
2017年4月12日に発売されたアンシエント、team柊が歌うミュージカルソング。ディスクジャケットはteam柊の描き下ろし。収録楽曲の「我ら、綾薙学園華桜会～アンシエントVer.～」は第2期第1幕にて、「カメレオン・スター！」は第2期第2幕にてそれぞれ使用された。
収録曲
1. 我ら、綾薙学園華桜会～アンシエントVer.～
作詞：くまのきよみ、作曲：田村信二、編曲：大久保 薫
歌：アンシエント[ユニット 4]
2. カメレオン・スター！
作詞：くまのきよみ、作曲：Kanon・松田貴志、編曲：平田祥一郎
歌：team柊[ユニット 3]
3. 我ら、綾薙学園華桜会～アンシエントVer.～＜INST＞
4. カメレオン・スター！＜INST＞

#### ☆2nd SHOW TIME 3☆ 星谷＆那雪×月皇×辰己×申渡
2017年4月19日に発売された星谷悠太（花江夏樹）、那雪透（小野賢章）、月皇海斗（ランズベリー・アーサー）、辰己琉唯（岡本信彦）、申渡栄吾（内田雄馬）が歌うミュージカルソング。ディスクジャケットは那雪、月皇、辰己、申渡の描き下ろし。収録楽曲の「RISING STAR」は第2期第3幕にて使用された。
収録曲
1. RISING STAR
作詞：六ツ見純代、作曲：南 直博、編曲：島崎貴光
歌：星谷悠太（花江夏樹）
2. 青空SEASON
作詞：六ツ見純代、作曲：渡辺 翔、編曲：増田武史
歌：那雪透（小野賢章）、月皇海斗（ランズベリー・アーサー）、辰己琉唯（岡本信彦）、申渡栄吾（内田雄馬）
3. RISING STAR＜INST＞
4. 青空SEASON＜INST＞

#### ☆2nd SHOW TIME 4☆ 星谷×那雪×天花寺×空閑×卯川×虎石＆虎石×北原
2017年4月26日に発売された星谷悠太（花江夏樹）、那雪透（小野賢章）、天花寺翔（細谷佳正）、空閑愁（前野智昭）、卯川晶（松岡禎丞）、虎石和泉（KENN）、北原廉（梅原裕一郎）が歌うミュージカルソング。ディスクジャケットは星谷、那雪、天花寺、空閑の描き下ろし。収録楽曲の「花道 ∞ Go All Out!!」は第2期第4幕にて使用された。
収録曲
1. 花道 ∞ Go All Out!!
作詞：六ツ見純代、作曲：RYO（AL）、編曲：大川茂伸
歌：星谷悠太（花江夏樹）、那雪透（小野賢章）、天花寺翔（細谷佳正）、空閑愁（前野智昭）、卯川晶（松岡禎丞）、虎石和泉（KENN）
2. TERRITORY
作詞：くまのきよみ、作曲：KAKKY、編曲：草野よしひろ
歌：虎石和泉（KENN）、北原廉（梅原裕一郎）
3. 花道 ∞ Go All Out!!＜INST＞
4. TERRITORY＜INST＞

#### ☆2nd SHOW TIME 5☆ 星谷×月皇×魚住＆アンシエント
2017年5月3日に発売された星谷悠太（花江夏樹）、月皇海斗（ランズベリー・アーサー）、魚住朝喜（森川智之）、アンシエントが歌うミュージカルソング。ディスクジャケットはアンシエントの描き下ろし。収録楽曲の「straightforward」は第2期第5幕にて使用された。
収録曲
1. straightforward
作詞：くまのきよみ、作曲・編曲：川﨑海
歌：星谷悠太（花江夏樹）、月皇海斗（ランズベリー・アーサー）、魚住朝喜（森川智之）
2. SUPER×SPACER
作詞：くまのきよみ、作曲・編曲：大久保 薫
歌：アンシエント[ユニット 4]
3. straightforward＜INST＞
4. SUPER×SPACER＜INST＞

#### ☆2nd SHOW TIME 6☆ 前・華桜会＆暁×楪×漣
2017年5月10日に発売された前・華桜会、暁鏡司（森久保祥太郎）、楪＝クリスチアン＝リオン（鳥海浩輔）、漣朔也（羽多野渉）が歌うミュージカルソング。ディスクジャケットは前・華桜会の描き下ろし。収録楽曲の「WONDERFUL WONDER！」は第2期第6幕にて使用された。
収録曲
1. WONDERFUL WONDER！
作詞：くまのきよみ、作曲・編曲：大久保 薫
歌：前・華桜会[ユニット 1]
2. A DAY IN THE DREAM
作詞：くまのきよみ、作曲・編曲：中山 聡
歌：暁 鏡司（森久保祥太郎）、楪＝クリスチアン＝リオン（鳥海浩輔）、漣 朔也（羽多野渉）
3. WONDERFUL WONDER！＜INST＞
4. A DAY IN THE DREAM＜INST＞

#### ☆2nd SHOW TIME 7☆ 空閑×虎石×北原＆北原×南條
2017年5月17日に発売された空閑愁（前野智昭）、虎石和泉（KENN）、北原廉（梅原裕一郎）、南條聖（武内駿輔）が歌うミュージカルソング。ディスクジャケットは空閑、虎石、北原の描き下ろし。収録楽曲の「FACE-OFF」は第2期第7幕にて、「REFLECTION」は第3期第5幕にてそれぞれ使用された。
収録曲
1. FACE-OFF
作詞：六ツ見純代、作曲：田中俊亮、編曲：田中俊亮
歌：空閑 愁（前野智昭）、虎石和泉（KENN）、北原 廉（梅原裕一郎）
2. REFLECTION
作詞：六ツ見純代、作曲：佐伯高志、編曲：佐伯高志
歌：北原 廉（梅原裕一郎）、南條 聖（武内駿輔）
3. FACE-OFF＜INST＞
4. REFLECTION＜INST＞

#### ☆2nd SHOW TIME 8☆ 星谷×揚羽＆揚羽×遥斗
2017年5月24日に発売された星谷悠太（花江夏樹）、揚羽陸（島﨑信長）、月皇遥斗（子安武人）が歌うミュージカルソング。ディスクジャケットは星谷、揚羽の描き下ろし。収録楽曲の「Knock on Dream！」は第2期第8幕にて使用された。
収録曲
1. Knock on Dream！
作詞：くまのきよみ、作曲・編曲：木村有希
歌：星谷悠太（花江夏樹）、揚羽 陸（島﨑信長）
2. 君がまだ知らない世界で
作詞：くまのきよみ、作曲・編曲：中山 聡
歌：揚羽 陸（島﨑信長）、月皇遥斗（子安武人）
3. Knock on Dream！＜INST＞
4. 君がまだ知らない世界で＜INST＞

#### ☆2nd SHOW TIME 9☆ 那雪×卯川＆星谷×那雪
2017年5月31日に発売された那雪透（小野賢章）、卯川晶（松岡禎丞）、星谷悠太（花江夏樹）が歌うミュージカルソング。ディスクジャケットは那雪、卯川の描き下ろし。収録楽曲の「ユメツボミ」は第2期第9幕にて使用された。
収録曲
1. ユメツボミ
作詞：六ツ見純代、作曲・編曲：本田光史郎
歌：那雪透（小野賢章）、卯川晶（松岡禎丞）
2. スタッカート・マーチ
作詞：くまのきよみ、作曲・編曲：大隅知宇
歌：星谷悠太（花江夏樹）、那雪透（小野賢章）
3. ユメツボミ＜INST＞
4. スタッカート・マーチ＜INST＞

#### ☆2nd SHOW TIME 10☆ 星谷×鳳×柊＆揚羽×蜂矢×北原×南條
2017年6月7日に発売された星谷悠太（花江夏樹）、鳳樹（諏訪部順一）、柊翼（平川大輔）、揚羽陸（島﨑信長）、蜂矢聡（高梨謙吾）、北原廉（梅原裕一郎）、南條聖（武内駿輔）が歌うミュージカルソング。ディスクジャケットは揚羽、蜂矢、北原、南條の描き下ろし。収録楽曲の「Miracle Catcher」は第2期第10幕にて使用された。また、「Storytellers」は2018年10月24日に発売される新作OVA「スタミュ in ハロウィン」の特典として収録されるミュージックビデオにて新作映像とともに収録されることが発表された。
収録曲
1. Miracle Catcher
作詞：くまのきよみ、作曲・編曲：倉内達矢
歌： 星谷悠太（花江夏樹）、鳳 樹（諏訪部順一）、柊 翼（平川大輔）
2. Storytellers
作詞：くまのきよみ、作曲・編曲：40mP
歌：揚羽 陸（島﨑信長）、蜂矢 聡（高梨謙吾）、北原 廉（梅原裕一郎）、南條 聖（武内駿輔）
3. Miracle Catcher＜INST＞
4. Storytellers＜INST＞

#### ☆2nd SHOW TIME 11☆ team鳳＆team柊
2017年6月14日に発売されたteam鳳、team柊が歌うミュージカルソング。ディスクジャケットはteam鳳の描き下ろし。収録楽曲の「Growin’ Up」は第2期第11幕にて使用された。
収録曲
1. Growin’ Up
作詞：くまのきよみ、作曲：小野貴光、編曲：中山 聡
歌：team鳳[ユニット 2]
2. Starship Runway
作詞：くまのきよみ、作曲・編曲：中山 聡
歌：team柊[ユニット 3]
3. Growin’ Up＜INST＞
4. Starship Runway＜INST＞

#### ☆2nd SHOW TIME 12☆ team鳳＆team柊＆揚羽×蜂矢×北原×南條＆オールキャスト
2017年6月21日に発売されたteam鳳、team柊、揚羽陸（島﨑信長）、蜂矢聡（高梨謙吾）、北原廉（梅原裕一郎）、南條聖（武内駿輔）、オールキャストが歌うミュージカルソングおよびエンディングテーマ。ディスクジャケットはteam鳳と鳳の描き下ろし。収録楽曲の「Gift ～team鳳Ver.～」は「Gift」のタイトルで第2期第1幕-第11幕のエンディングテーマとして、「Gift ～カーテンコール～」は第2期第12幕の挿入歌としてフルサイズが使用された。
収録曲
1. Gift ～team鳳Ver.～
作詞：くまのきよみ、作曲・編曲：井内舞子
歌：team鳳[ユニット 2]
2. Gift ～team柊Ver.～
歌：team柊[ユニット 3]
3. Gift ～揚羽×蜂矢×北原×南條Ver.～
歌：揚羽 陸（島﨑信長）、蜂矢 聡（高梨謙吾）、北原 廉（梅原裕一郎）、南條 聖（武内駿輔）
4. Gift ～カーテンコール～
歌：オールキャスト[ユニット 5]
5. Gift＜INST＞
6. Gift ～カーテンコール～＜INST＞

### ☆3rd SHOW TIME☆

#### ☆3rd SHOW TIME 1☆ 星谷悠太＆華桜会
2019年7月3日に発売された星谷悠太（花江夏樹）、華桜会が歌うミュージカルソング。ディスクジャケットは華桜会の描き下ろし。収録楽曲の「STELLAR TRAIL」および「我ら、綾薙学園華桜会〜Next-Generation〜」は第3期第1幕にて使用された。 
収録曲
1. STELLAR TRAIL
作詞：六ツ見純代、作曲・編曲：増田武史
歌：星谷悠太（花江夏樹）
2. 我ら、綾薙学園華桜会〜Next-Generation〜
作詞：くまのきよみ、作曲：田村信二、編曲：大久保 薫
歌：華桜会[ユニット 6]
3. STELLAR TRAIL（INST）
4. 我ら、綾薙学園華桜会〜Next-Generation〜（INST）

#### ☆3rd SHOW TIME 2☆ team鳳×揚羽×北原＆揚羽×蜂矢×北原×南條
2019年7月10日に発売されたteam鳳、揚羽陸（島﨑信長）、北原廉（梅原裕一郎）、蜂矢聡（高梨謙吾）、南條聖（武内駿輔）が歌うミュージカルソング。ディスクジャケットはteam鳳、揚羽、北原の描き下ろし。収録楽曲の「NEW NOW！」は第3期第2幕にて使用された。 
収録曲
1. NEW NOW！
作詞：くまのきよみ、作曲・編曲：木村有希
歌：星谷悠太（花江夏樹）、那雪　透（小野賢章）、月皇海斗（ランズベリー・アーサー）、天花寺翔（細谷佳正）、空閑　愁（前野智昭）、揚羽　陸（島﨑信長）、北原　廉（梅原裕一郎）
2. ミス★キャスティング
作詞：くまのきよみ、作曲・編曲：平田祥一郎
歌：揚羽 陸（島﨑信長）、蜂矢 聡（高梨謙吾）、北原 廉（梅原裕一郎）、南條 聖（武内駿輔）
3. NEW NOW！（INST）
4. ミス★キャスティング（INST）

#### ☆3rd SHOW TIME 3☆ 入夏将志＆team漣
2019年7月17日に発売された入夏将志（逢坂良太）、team漣、が歌うミュージカルソング。ディスクジャケットは入夏、漣朔也（羽多野渉）の描き下ろし。収録楽曲の「SILENT FEVER」は第3期第3幕にて使用された。 
収録曲
1. SILENT FEVER
作詞：六ツ見純代、作曲・編曲：中山聡
歌：入夏将志（逢坂良太）
2. 未来派OUTCOME
作詞：六ツ見純代、作曲・編曲：板倉孝徳
歌：team漣[ユニット 7]
3. SILENT FEVER（INST）
4. 未来派OUTCOME（INST）

#### ☆3rd SHOW TIME 4☆ 春日野詩音＆team楪
2019年7月24日に発売された春日野詩音（山下大輝）、team楪が歌うミュージカルソング。ディスクジャケットは春日野、楪＝クリスチアン＝リオン（鳥海浩輔）の描き下ろし。収録楽曲の「ARCANA BRAVE」は第3期第4幕にて使用された。 
収録曲
1. ARCANA BRAVE
作詞：くまのきよみ、作曲・編曲：板倉孝徳
歌：春日野詩音（山下大輝）
2. ルール＊ド＊フルール
作詞：くまのきよみ、作曲・編曲：井内舞子
歌：team楪[ユニット 8]
3. ARCANA BRAVE（INST）
4. ルール＊ド＊フルール（INST）

#### ☆3rd SHOW TIME 5☆ 北原×南條＆月皇×空閑
2019年7月31日に発売された北原 廉（梅原裕一郎）、南條 聖（武内駿輔）、月皇海斗（ランズベリー・アーサー）、空閑 愁（前野智昭）が歌うミュージカルソング。ディスクジャケットは北原、南條の描き下ろし。収録楽曲の「FIND OUT」は第3期第5幕にて使用された。 
収録曲
1. FIND OUT
作詞：六ツ見純代、作曲・編曲：増田武史
歌：北原 廉（梅原裕一郎）、南條 聖（武内駿輔）
2. By Your Side
作詞：六ツ見純代、作曲・編曲：中山 聡
歌：月皇海斗（ランズベリー・アーサー）、空閑 愁（前野智昭）
3. FIND OUT（INST）
4. By Your Side（INST）

#### ☆3rd SHOW TIME 6☆ team鳳×team柊×team楪×team漣＆那雪シスターズ
2019年8月7日に発売されたteam鳳、team柊、team楪、team漣、那雪シスターズが歌うミュージカルソング。ディスクジャケットはteam柊の描き下ろし。収録楽曲の「Magic Time Maker」は第3期第6幕にて使用された。 
収録曲
1. Magic Time Maker
作詞：くまのきよみ[注 1][6]、作曲・編曲：大川茂伸
歌：team鳳[ユニット 2]、team柊[ユニット 3]、team楪[ユニット 9]、team漣[ユニット 10]
2. ハンドメイド HAPPY！
作詞：六ツ見純代、作曲・編曲：木村有希
歌：那雪シスターズ[ユニット 11]
3. Magic Time Maker（INST）
4. ハンドメイド HAPPY！（INST）

#### ☆3rd SHOW TIME 7☆ 四季斗真＆星谷×四季
2019年8月14日に発売された四季斗真（浪川大輔）、星谷悠太（花江夏樹）が歌うミュージカルソング。ディスクジャケットは四季と星谷の描き下ろし。収録楽曲の「HONESTY」は第3期第7幕にて使用された。 
収録曲
1. HONESTY
作詞：六ツ見純代、作曲・編曲：中山 聡
歌：四季斗真（浪川大輔）
2. ありのままに
作詞：六ツ見純代[注 2][7]、作曲・編曲：佐高陵平
歌：星谷悠太（花江夏樹）、四季斗真（浪川大輔）
3. HONESTY（INST）
4. ありのままに（INST）

#### ☆3rd SHOW TIME 8☆ 冬沢 亮×千秋貴史＆春日野×入夏
2019年8月21日に発売された冬沢 亮（斉藤壮馬）、千秋貴史（小西克幸）、春日野詩音（山下大輝）、入夏将志（逢坂良太）が歌うミュージカルソング。ディスクジャケットは冬沢と千秋の描き下ろし。収録楽曲の「two of us」は第3期第8幕にて使用された。 
収録曲
1. two of us
作詞：くまのきよみ、作曲：山口雄太、編曲：千葉"naotyu-"直樹
歌：冬沢 亮（斉藤壮馬）、千秋貴史（小西克幸）
2. JapaSweets Paradigm
作詞：くまのきよみ、作曲・編曲：渡辺 剛
歌：春日野詩音（山下大輝）、入夏将志（逢坂良太）
3. two of us（INST）
4. JapaSweets Paradigm（INST）

#### ☆3rd SHOW TIME 9☆ team柊＆申渡×虎石
2019年8月28日に発売されたteam柊、申渡栄吾（内田雄馬）、虎石和泉（KENN）が歌うミュージカルソング。ディスクジャケットはteam柊の描き下ろし。収録楽曲の「GLORY＋HOLLY＋STORY」は第3期第9幕にて使用された。 
収録曲
1. GLORY＋HOLLY＋STORY
作詞：六ツ見純代、作曲・編曲：中山 聡
歌：team柊[ユニット 3]
2. CROSS×TALK
作詞：くまのきよみ[注 3][8]、作曲：山口たこ、編曲：eba
歌：申渡栄吾（内田雄馬）、虎石和泉（KENN）
3. GLORY＋HOLLY＋STORY（INST）
4. CROSS×TALK（INST）

#### ☆3rd SHOW TIME 10☆ team鳳＆華桜会
2019年9月4日に発売されたteam鳳、華桜会が歌うミュージカルソング。ディスクジャケットはteam鳳の描き下ろし。収録楽曲の「COME ON LET’S GO！」は第3期第10幕にて使用された。 
収録曲
1. COME ON LET’S GO！
作詞：くまのきよみ、作曲・編曲：大久保 薫
歌：team鳳[ユニット 2]
2. サウンドロスト
作詞：くまのきよみ、作曲・編曲：玉木千尋
歌：華桜会[ユニット 6]
3. COME ON LET’S GO！（INST）
4. サウンドロスト（INST）

#### ☆3rd SHOW TIME 11☆ 星谷×辰己×四季×冬沢＆team鳳
2019年9月11日に発売された星谷悠太（花江夏樹）、辰己琉唯（岡本信彦）、四季斗真（浪川大輔）、冬沢 亮（斉藤壮馬）、team鳳が歌うミュージカルソング。ディスクジャケットは星谷、辰己、四季、冬沢の描き下ろし。収録楽曲の「SUREFIRE〜ヒカリへツナゲ〜」は第3期第11幕にて使用された。また、カップリング曲の「オンステージ」は第3期第1幕から第11幕のEDテーマとなっている。
収録曲
1. SUREFIRE〜ヒカリへツナゲ〜
作詞：六ツ見純代、作曲・編曲：山口たこ
歌：星谷悠太（花江夏樹）、辰己琉唯（岡本信彦）、四季斗真（浪川大輔）、冬沢 亮（斉藤壮馬）
2. オンステージ
作詞：くまのきよみ、作曲・編曲：井内舞子
歌：team鳳[ユニット 2]
3. SUREFIRE〜ヒカリへツナゲ〜（INST）
4. オンステージ（INST）

#### ☆3rd SHOW TIME 12☆ team辰己＆team星谷＆team2年生
2019年9月18日に発売されたteam辰己、team星谷、team2年生が歌うミュージカルソング。ディスクジャケットは星谷悠太（花江夏樹）の描き下ろし。収録楽曲の「MASTERPIECE」、「高校星歌劇-オンステージ-」は第3期第12幕の挿入歌として、「我ら、綾薙学園華桜会～NEXT STAGE～」は第3期第12幕のEDテーマとして使用された。
収録曲
1. MASTERPIECE
作詞：六ツ見純代、作曲・編曲：大川茂伸
歌：team辰己[ユニット 12]
2. 高校星歌劇-オンステージ-
作詞：くまのきよみ、作曲・編曲：井内舞子
歌：team星谷[ユニット 13]
3. 我ら、綾薙学園華桜会～NEXT STAGE～
作詞：くまのきよみ、作曲：田村信二・大久保 薫、編曲：大久保 薫
歌：team2年生[ユニット 14]
4. MASTERPIECE（INST）
5. 高校星歌劇-オンステージ-（INST）
6. 我ら、綾薙学園華桜会～NEXT STAGE～（INST）

### ☆SHOW TIME All-Star☆
https://www.amazon.co.jp/%E3%83%9F%E3%83%A5%E3%83%BC%E3%82%B8%E3%82%AB%E3%83%AB%E3%82%BD%E3%83%B3%E3%82%B0%E3%82%B7%E3%83%AA%E3%83%BC%E3%82%BACD%E3%80%8C%E2%98%86SHOW-TIME-All-Star%E2%98%86%E3%80%8D-%E3%82%A2%E3%83%8B%E3%83%A1CD/dp/B098QM62GW

## ドラマCD
第1期、第2期ともにTVアニメ放送開始に先駆けて発売された。ファーストドラマCDには2015年3月に発表された先行PV楽曲「☆☆永遠★STAGE☆☆」が収録されている。また、各CDには毎回出演キャストによるフリートークの模様も収録された。

### ☆☆永遠★STAGE☆☆
2015年8月5日に発売されたファーストドラマCD。ドラマパートに加え、2015年3月に発表された先行PV内にて披露されたteam鳳が歌う「☆☆永遠★STAGE☆☆」のフルサイズと星谷悠太のソロバージョンが収録された。また「☆☆永遠★STAGE☆☆」は第1期第12幕のエンディングテーマとして1番が、第2期第12幕のエンディングテーマとして2番が使用されたほか、2016年9月21日に発売されたOVA第2巻収録の第14幕のミュージカルシーンにて新作映像と共に使用された。 ディスクジャケットはteam鳳の描き下ろし。
収録内容
1. ☆☆永遠★STAGE☆☆ フルバージョン
作詞：六ツ見純代、作曲：本田光史郎、編曲：前口渉
歌：team鳳[ユニット 2]
2. ☆☆永遠★STAGE☆☆ 星谷ソロバージョン
歌：星谷悠太（花江夏樹）
3. プロローグ：『華桜館にて』
出演：鳳 樹（諏訪部順一）、柊 翼（平川大輔）
4. 第1幕：『1年A組にて』
出演：星谷悠太（花江夏樹）、那雪 透（小野賢章）、天花寺翔（細谷佳正）、広報部（村田太志）
5. 第2幕：『1年B組にて』
出演：月皇海斗（ランズベリー・アーサー）、天花寺翔（細谷佳正）、空閑 愁（前野智昭）、広報部（村田太志）
6. 第3幕：『1年C組にて』
出演：辰己琉唯（岡本信彦）、申渡栄吾（内田雄馬）、戌峰誠士郎（興津和幸）、虎石和泉（KENN）、卯川 晶（松岡禎丞）
7. キャストフリートーク
出演：花江夏樹、小野賢章、ランズベリー・アーサー、細谷佳正、前野智昭、岡本信彦、内田雄馬、興津和幸

### Second STAGE
2016年12月21日に発売されたセカンドドラマCD。同年11月5日に池袋サンシャインにて行われた「アニメイトガールズフェスティバル2016」内にてキャストが発表されたアンシエントを交えた内容となっており、本CD内にてアニメ放送開始に先駆けてアンシエントのボイスが解禁された。ディスクジャケットはteam鳳の描き下ろし。
収録内容
1. スタミュ in 座談会!?
出演：星谷悠太（花江夏樹）、那雪 透（小野賢章）、月皇海斗（ランズベリー・アーサー）、天花寺翔（細谷佳正）、空閑 愁（前野智昭）
2. 第1幕：『月皇遥斗のマンションにて』
出演：月皇遥斗（子安武人）、魚住朝喜（森川智之）
3. 第2幕:『鳳樹のマンションにて』
出演：鳳 樹（諏訪部順一）、星谷悠太（花江夏樹）、那雪 透（小野賢章）、月皇海斗（ランズベリー・アーサー）、天花寺翔（細谷佳正）、空閑 愁（前野智昭）
4. 第3幕:『大学構内にて』
出演：柊 翼（平川大輔）、鳳 樹（諏訪部順一）、暁 鏡司（森久保祥太郎）、楪＝クリスチアン＝リオン（鳥海浩輔）、漣 朔也（羽多野渉）
5. 第4幕:『早乙女律のマンションにて』
出演：月皇遥斗（子安武人）、魚住朝喜（森川智之）、早乙女律（置鮎龍太郎）、双葉大我（保志総一朗）
6. キャストフリートーク
出演：花江夏樹、小野賢章、平川大輔、諏訪部順一、子安武人、森川智之、ランズベリー・アーサー、細谷佳正

### Third STAGE
2017年2月9日に発売されたサードドラマCD。同年1月13日に公式ツイッターにてキャストが発表された揚羽陸、蜂矢聡、北原廉、南條聖を交えた内容となっており、本CDにてアニメ放送開始に先駆けて新キャラクターのボイスが解禁された。ディスクジャケットは星谷、揚羽、蜂矢、北原、南條の描き下ろし。
収録内容
1. スタミュ in 座談会！その②
出演：星谷悠太（花江夏樹）、那雪 透（小野賢章）、天花寺翔（細谷佳正）、辰己琉唯（岡本信彦）、虎石和泉（KENN）
2. 第1幕：『寮の食堂にて』
出演：星谷悠太（花江夏樹）、那雪 透（小野賢章）、空閑 愁（前野智昭）、辰己琉唯（岡本信彦）、申渡栄吾（内田雄馬）、卯川 晶（松岡禎丞）
3. 第2幕：『月皇と空閑の部屋にて』
出演：那雪 透（小野賢章）、月皇海斗（ランズベリー・アーサー）、天花寺翔（細谷佳正）、戌峰誠士郎（興津和幸）
4. 第3幕：『虎石と北原の部屋にて』
出演：虎石和泉（KENN）、卯川 晶（松岡禎丞）、北原 廉（梅原裕一郎）、南條 聖（武内駿輔）
5. 第4幕：『第二寮にて』
出演：揚羽 陸（島﨑信長）、蜂矢 聡（高梨謙吾）、北原 廉（梅原裕一郎）、南條 聖（武内駿輔）
6. 第5幕：『星谷と那雪の部屋にて』
出演：星谷悠太（花江夏樹）、那雪 透（小野賢章）
7. キャストフリートーク
出演：花江夏樹、小野賢章、ランズベリー・アーサー、細谷佳正、前野智昭、岡本信彦、内田雄馬、興津和幸

### メランコリーBOX
2017年3月27日に発売されたドラマCD。幼なじみをテーマに、雑誌「シルフ」の2016年1月号に付録された空閑&虎石編および同年10月号に付録された辰己&申渡編に、新規録り下ろしとして柊&鳳編を加えた内容が展開された。なお、本CDにはキャストによるフリートークは収録されていない。ディスクジャケットは星谷、空閑、虎石の描き下ろし。
収録内容
1. 幼なじみメランコリー1 ～空閑&虎石編～
出演：星谷悠太（花江夏樹）、空閑 愁（前野智昭）、虎石和泉（KENN）
2. 幼なじみメランコリー2 ～辰己&申渡編～
出演：月皇海斗（ランズベリー・アーサー）、辰己琉唯（岡本信彦）、申渡栄吾（内田雄馬）
3. 幼なじみメランコリー3 ～柊&鳳編～
出演：暁 鏡司（森久保祥太郎）、柊 翼（平川大輔）、鳳 樹（諏訪部順一）

### Fourth STAGE
2019年6月19日に発売されたフォースドラマCD。同年7月1日より放送開始となるアニメ第3期から登場する華桜会を交えた内容となっており、本CDにてアニメ放送開始に先駆けて四季世代の華桜会メンバーのボイスが解禁された。ディスクジャケットは星谷、華桜会の描き下ろし。
収録内容
1. 第1幕:『第一寮にて』 
出演：星谷悠太（花江夏樹）、辰己琉唯（岡本信彦）、揚羽 陸（島﨑信長）、北原 廉（梅原裕一郎）
2. 第2幕:『綾薙学園・新稽古棟にて』
出演：四季斗真（浪川大輔）、冬沢 亮（斉藤壮馬）、春日野詩音（山下大輝）、入夏将志（逢坂良太）、千秋貴史（小西克幸）
3. 第3幕:『華桜館・会議室 兼 四季の執務室にて』
出演：冬沢 亮（斉藤壮馬）、千秋貴史（小西克幸）
4. 第4幕:『甘味処にて』
出演：四季斗真（浪川大輔）、春日野詩音（山下大輝）、入夏将志（逢坂良太）
5. 第5幕:『時計塔にて』 
出演：四季斗真（浪川大輔）、冬沢 亮（斉藤壮馬）
6. 第6幕:『第一寮前にて』
出演：星谷悠太（花江夏樹）、辰己琉唯（岡本信彦）
7. キャストフリートーク
出演：花江夏樹、岡本信彦、島﨑信長、梅原裕一郎、浪川大輔、斉藤壮馬、山下大輝、逢坂良太

## BD・DVD特典CD
Blu-ray Disc、DVDの初回限定版に封入されている特典CD。毎巻録り下ろしのドラマパートとアニメ本編にて使用された挿入歌を本編サイズにて収録するほか、出演キャストによるフリートークも収録されている。ただし、第2期OVA、第3期の特典CDにはフリートークが未収録、Blu-ray BOXの特典CDはドラマパートのみ収録となっている。また、第1期は第3巻と第4巻に、第2期では第5巻と第6巻にオリジナルサウンドトラックを収録したCDが封入された。オリジナルサウンドトラックに収録されている楽曲はいずれもKen Araiが手がけている。

### 第1期（特典）
第1巻
特典CD
1. スタミュ in 野外学習
出演：星谷悠太（花江夏樹）、那雪 透（小野賢章）、月皇海斗（ランズベリー・アーサー）、天花寺翔（細谷佳正）、空閑 愁（前野智昭）
2. 那雪 透
出演：星谷悠太（花江夏樹）、那雪 透（小野賢章）、月皇海斗（ランズベリー・アーサー）、天花寺翔（細谷佳正）、空閑 愁（前野智昭）
3. キャストフリートーク
出演：花江夏樹、小野賢章、ランズベリー・アーサー、細谷佳正、前野智昭
4. 我ら、綾薙学園華桜会
歌：華桜会[ユニット 1]
5. 星のストライド
歌：星谷悠太（花江夏樹）
6. 俺こそミュージック
歌：鳳 樹（諏訪部順一）
7. MY FRIEND～僕でよければ～
歌：那雪 透（小野賢章）

第2巻
特典CD
1. スタミュ in 中間試験
出演：星谷悠太（花江夏樹）、月皇海斗（ランズベリー・アーサー）、天花寺翔（細谷佳正）、空閑 愁（前野智昭）、タヴィアン（加隈亜衣）
2. 月皇海斗
出演：月皇海斗（ランズベリー・アーサー）、天花寺翔（細谷佳正）、空閑 愁（前野智昭）
3. キャストフリートーク
出演：花江夏樹、ランズベリー・アーサー、細谷佳正、前野智昭
4. 天下の花
歌：天花寺翔（細谷佳正）
5. Angel Lost[注 4]
歌：天花寺翔（細谷佳正）
6. RADIANT MIND
歌：空閑 愁（前野智昭）
7. Limited sky
歌：月皇海斗（ランズベリー・アーサー）

第3巻
特典CD
1. スタミュ in 健康診断
出演：月皇海斗（ランズベリー・アーサー）、天花寺翔（細谷佳正）、空閑 愁（前野智昭）、虎石和泉（KENN）
2. 空閑 愁
出演：月皇海斗（ランズベリー・アーサー）、空閑 愁（前野智昭）、虎石和泉（KENN）
3. キャストフリートーク
出演：ランズベリー・アーサー、細谷佳正、前野智昭、KENN
4. アヤナギ･ショウ･タイム
歌：team柊[ユニット 3]
5. アヤナギ･ショウ･タイム～鳳アレンジVer.～
歌：team鳳[ユニット 2]
6. 五重奏 ～クインテット～
歌：team鳳[ユニット 2]

オリジナルサウンドトラックVol.1
1. STARSHINE
2. Small Town Disco
3. Ripples
4. GARCONS
5. Ting-A-Ling
6. Always There
7. Backbiting
8. Overture
9. Waterdrops
10. Wishes
11. Versus
12. Stories
13. Stomper
14. Majesty
15. Midnight Sun
16. SPANGLE (Piano Solo Version)
17. Star River
18. Intention
19. Future Dandy
20. Interrupter
21. Swing Out Brothers
22. Swan Etude
23. Evergreen
24. Phoenix
25. Reunion

第4巻
特典CD
1. スタミュ in 期末試験
出演：辰己琉唯（岡本信彦）、申渡栄吾（内田雄馬）、戌峰誠士郎（興津和幸）、虎石和泉（KENN）、卯川 晶（松岡禎丞）
2. 申渡栄吾
出演：辰己琉唯（岡本信彦）、申渡栄吾（内田雄馬）、戌峰誠士郎（興津和幸）、虎石和泉（KENN）、卯川 晶（松岡禎丞）
3. キャストフリートーク
出演：岡本信彦、内田雄馬、興津和幸、KENN、松岡禎丞
4. スター・オブ・スター！
歌：team柊[ユニット 3]
5. Ready→Steady→Dream！
歌：team鳳[ユニット 2]

オリジナルサウンドトラックVol.2
1. SPANGLE
2. Still Dremin
3. Page One
4. Honey Bee
5. One For Sorrow
6. RED ORBIT
7. Ring The Bell
8. Butterfly Etude
9. Sunny Side
10. Electron
11. Answer
12. Royal Flash
13. April Etude
14. STARDUST
15. White Feather
16. Calm
17. Nerves
18. Spring Haze
19. Dressy
20. Twinkling
21. CAT BOOGIE
22. Merry Go Round
23. Little Bad Boy
24. Rejoice
25. Wishes (Piano Solo Version)

第5巻
特典CD
1. スタミュ in 体育祭
出演：鳳 樹（諏訪部順一）、柊 翼（平川大輔）、暁　鏡司（森久保祥太郎）、楪＝クリスチアン＝リオン（鳥海浩輔）、漣 朔也（羽多野渉）
2. 柊 翼
出演：鳳 樹（諏訪部順一）、柊 翼（平川大輔）、暁 鏡司（森久保祥太郎）、楪＝クリスチアン＝リオン（鳥海浩輔）、漣 朔也（羽多野渉）
3. キャストフリートーク
出演：諏訪部順一、平川大輔、森久保祥太郎、鳥海浩輔、羽多野渉
4. Stand by Dreams
歌：鳳 樹（諏訪部順一）、柊 翼（平川大輔）
5. 星屑ムーブメント
歌：team鳳[ユニット 2]

第6巻
特典CD
1. スタミュ in 大晦日　前編
出演：星谷悠太（花江夏樹）、那雪 透（小野賢章）、月皇海斗（ランズベリー・アーサー）、天花寺翔（細谷佳正）、空閑 愁（前野智昭）、辰己琉唯（岡本信彦）、申渡栄吾（内田雄馬）、戌峰誠士郎（興津和幸）、虎石和泉（KENN）、卯川 晶（松岡禎丞）、タヴィアン（加隈亜衣）
2. スタミュ in 大晦日　後編
出演：星谷悠太（花江夏樹）、那雪 透（小野賢章）、月皇海斗（ランズベリー・アーサー）、天花寺翔（細谷佳正）、空閑 愁（前野智昭）、辰己琉唯（岡本信彦）、申渡栄吾（内田雄馬）、戌峰誠士郎（興津和幸）、虎石和泉（KENN）、卯川 晶（松岡禎丞）
3. キャストフリートーク
出演：花江夏樹、小野賢章、ランズベリー・アーサー、細谷佳正、前野智昭、岡本信彦、内田雄馬、興津和幸、KENN、松岡禎丞
4. Everlasting Moon
歌：月皇遥斗（子安武人）
5. 星のストライド～鳳duo Ver.～
歌：星谷悠太（花江夏樹）、鳳 樹（諏訪部順一）
6. 星瞬COUNTDOWN
歌：team鳳[ユニット 2]

### 第1期OVA（特典）
第1巻
新曲の「フィナーレは僕たちの胸に」「HEROISM++」のみフルサイズが収録された。
特典CD
1. スタミュ in 虎石家
出演：星谷悠太（花江夏樹）、天花寺翔（細谷佳正）、空閑 愁（前野智昭）、申渡栄吾（内田雄馬）、虎石和泉（KENN）
2. スタミュ in 心霊トンネル
出演：星谷悠太（花江夏樹）、那雪 透（小野賢章）、月皇海斗（ランズベリー・アーサー）、天花寺翔（細谷佳正）、空閑 愁（前野智昭）、辰己琉唯（岡本信彦）、申渡栄吾（内田雄馬）、戌峰誠士郎（興津和幸）、虎石和泉（KENN）、卯川 晶（松岡禎丞）
3. キャストフリートーク
出演：花江夏樹、小野賢章、ランズベリー・アーサー、細谷佳正、前野智昭、岡本信彦、内田雄馬、興津和幸、KENN、松岡禎丞
4. ユメ・イロ～team鳳Ver.～
歌：team鳳[ユニット 2]
5. C☆ngratulations！～team柊Ver.～
歌：team柊[ユニット 3]
6. 君がそこにいるから
歌：星谷悠太（花江夏樹）、辰己琉唯（岡本信彦）
7. フィナーレは僕たちの胸に
歌：華桜会[ユニット 1]
8. HEROISM++
歌：空閑 愁（前野智昭）、虎石和泉（KENN）

第2巻
特典CD
1. スタミュ in 漣家
出演：鳳 樹（諏訪部順一）、柊 翼（平川大輔）、暁　鏡司（森久保祥太郎）、楪＝クリスチアン＝リオン（鳥海浩輔）、漣 朔也（羽多野渉）、月皇遥斗（子安武人）
2. スタミュ in 空港
出演：星谷悠太（花江夏樹）、那雪 透（小野賢章）、月皇海斗（ランズベリー・アーサー）、天花寺翔（細谷佳正）、空閑 愁（前野智昭）、月皇遥斗（子安武人）
3. キャストフリートーク
出演：花江夏樹、小野賢章、ランズベリー・アーサー、細谷佳正、前野智昭、諏訪部順一、平川大輔、森久保祥太郎、鳥海浩輔、羽多野渉、子安武人
4. ユメ・イロ～team柊Ver.～
歌：team柊[ユニット 3]
5. C☆ngratulations！～team鳳Ver.～
歌：team鳳[ユニット 2]
6. Caribbean Groove
歌：team柊[ユニット 3]
7. ☆☆永遠★STAGE☆☆
歌：team鳳[ユニット 2]
8. SING A SONG！MUSICAL！
歌：華桜会[ユニット 1]

### 第1期Blu-ray BOX（特典）
特典CD
1. スタミュ in 冬の魔物編
出演：星谷悠太（花江夏樹）、那雪 透（小野賢章）、月皇海斗（ランズベリー・アーサー）、天花寺翔（細谷佳正）、空閑 愁（前野智昭）、柊 翼（平川大輔）、鳳 樹（諏訪部順一）、暁 鏡司（森久保祥太郎）、楪＝クリスチアン＝リオン（鳥海浩輔）、漣 朔也（羽多野渉）

### 第2期（特典）
第1巻
特典CD
1. スタミュ in 学級閉鎖
2. 天花寺 翔
3. キャストフリートーク
4. MOON Holic
歌：揚羽 陸（島﨑信長）
5. 我ら、綾薙学園華桜会～アンシエントVer.～
歌：アンシエント[ユニット 4]
6. カメレオン・スター！
歌：team柊[ユニット 3]

第2巻
特典CD
1. スタミュ in 稽古合宿
2. 月皇遥斗
3. キャストフリートーク
4. RISING STAR
歌：星谷悠太（花江夏樹）
5. 花道 ∞ Go All Out!!
歌：星谷悠太（花江夏樹）、那雪 透（小野賢章）、天花寺翔（細谷佳正）、空閑 愁（前野智昭）、卯川 晶（松岡禎丞）、虎石和泉（KENN）

第3巻
特典CD
1. スタミュin定期試験・大学生編
2. 鳳 樹
3. キャストフリートーク
4. straightforward
歌：星谷悠太（花江夏樹）、月皇海斗（ランズベリー・アーサー）、魚住朝喜（森川智之）
5. WONDERFUL WONDER!
歌：前・華桜会[ユニット 1]

第4巻
特典CD
1. スタミュin定期試験・2年生編
2. 蜂矢 聡
3. キャストフリートーク
4. FACE-OFF
歌：空閑 愁（前野智昭）、虎石和泉（KENN）、北原 廉（梅原裕一郎）
5. Knock on Dream!
歌：星谷悠太（花江夏樹）、揚羽 陸（島﨑信長）

第5巻
特典CD
1. スタミュinプール開き
2. 戌峰誠士郎
3. キャストフリートーク
4. ユメツボミ
歌：那雪 透（小野賢章）、卯川 晶（松岡禎丞）
5. Miracle Catcher
歌：星谷悠太（花江夏樹）、鳳 樹（諏訪部順一）、柊 翼（平川大輔）

オリジナルサウンドトラックVol.1
第6巻
特典CD
1. スタミュin打ち上げパーティー 前編
2. スタミュin打ち上げパーティー 後編
3. キャストフリートーク
4. Growin’Up
歌：team鳳[ユニット 2]
5. 沈黙のディアローグ
歌：辰己琉唯（岡本信彦）、鳳 樹（諏訪部順一）
6. Shadow&Lights
歌：星谷悠太（花江夏樹）、鳳 樹（諏訪部順一）
7. Gift ～カーテンコール～
歌：オールキャスト[ユニット 5]

オリジナルサウンドトラックVol.2

### 第2期OVA（特典）
特典CD
1. スタミュ in 遥斗家
出演：月皇遥斗（子安武人）、魚住朝喜（森川智之）、早乙女律（置鮎龍太郎）、双葉大我（保志総一朗）
2. スタミュ in 第二寮
出演：揚羽 陸（島﨑信長）、蜂矢 聡（高梨謙吾）、南條 聖（武内駿輔）、早乙女律（置鮎龍太郎）、双葉大我（保志総一朗）
3. ホリゾント
作詞：くまのきよみ、作曲：小野貴光、編曲：平田祥一郎
歌：星谷悠太（花江夏樹）、那雪 透（小野賢章）、月皇海斗（ランズベリー・アーサー）
4. DEAR DREAM!
作詞：六ツ見純代、作曲・編曲：中山 聡
歌：星谷悠太（花江夏樹）、天花寺翔（細谷佳正）、空閑 愁（前野智昭）
5. Pumpkin Mate♪
作詞：くまのきよみ、作曲・編曲：設楽哲也
歌：星谷悠太（花江夏樹）、辰己琉唯（岡本信彦）、揚羽 陸（島﨑信長）、北原 廉（梅原裕一郎）
6. Wanna be Scream?
作詞：くまのきよみ、作曲・編曲：大川茂伸
歌：揚羽 陸（島﨑信長）、蜂矢 聡（高梨謙吾）、南條 聖（武内駿輔）、早乙女律（置鮎龍太郎）、双葉大我（保志総一朗）
7. Storytellers～Music Clip サイズ～
歌：揚羽 陸（島﨑信長）、蜂矢 聡（高梨謙吾）、北原 廉（梅原裕一郎）、南條 聖（武内駿輔）

### 第2期Blu-ray BOX（特典）
特典CD
1. スタミュ in もうひとつの始まり編
出演：星谷悠太（花江夏樹）、辰己琉唯（岡本信彦）、申渡栄吾（内田雄馬）、戌峰誠士郎（興津和幸）、虎石和泉（KENN）、卯川 晶（松岡禎丞）、揚羽 陸（島﨑信長）、蜂矢 聡（高梨謙吾）、北原 廉（梅原裕一郎）、南條 聖（武内駿輔）、柊 翼（平川大輔）、暁 鏡司（森久保祥太郎）、楪＝クリスチアン＝リオン（鳥海浩輔）、漣 朔也（羽多野渉）、月皇遥斗（子安武人）

### 第3期（特典）
第1巻
特典CD
1. スタミュ in 夏休み
出演：星谷悠太（花江夏樹）、那雪 透（小野賢章）、月皇海斗（ランズベリー・アーサー）、天花寺翔（細谷佳正）、空閑 愁（前野智昭）、那雪ゆうき（阿澄佳奈）、那雪つむぎ（金元寿子）
2. 星谷悠太
出演：星谷悠太（花江夏樹）、那雪 透（小野賢章）、月皇海斗（ランズベリー・アーサー）、天花寺翔（細谷佳正）、空閑 愁（前野智昭）、鳳 樹（諏訪部順一）
3. STELLAR TRAIL
歌：星谷悠太（花江夏樹）
4. 我ら、綾薙学園華桜会～Next-Generation～
歌：華桜会[ユニット 6]
5. NEW NOW！
歌：星谷悠太（花江夏樹）、那雪 透（小野賢章）、月皇海斗（ランズベリー・アーサー）、天花寺翔（細谷佳正）、空閑 愁（前野智昭）、揚羽 陸（島﨑信長）、北原 廉（梅原裕一郎）

第2巻
特典CD
1. スタミュ in 学校案内
出演：辰己琉唯（岡本信彦）、申渡栄吾（内田雄馬）、戌峰誠士郎（興津和幸）、虎石和泉（KENN）、卯川 晶（松岡禎丞）、月皇海斗（ランズベリー・アーサー）、天花寺翔（細谷佳正）
2. 辰己琉唯
出演：辰己琉唯（岡本信彦）、申渡栄吾（内田雄馬）、戌峰誠士郎（興津和幸）、虎石和泉（KENN）、卯川 晶（松岡禎丞）、柊 翼（平川大輔）
3. SILENT FEVER
歌：入夏将志（逢坂良太）
4. ARCANA BRAVE
歌：春日野詩音（山下大樹）
5. echo[注 5]
歌：春日野詩音（山下大輝）

第3巻
特典CD
第4巻
特典CD
第5巻
特典CD
第6巻
特典CD